# Cavaillon (Frankrijk)
Cavaillon is een gemeente in het Franse departement Vaucluse (regio Provence-Alpes-Côte d'Azur). De plaats maakt deel uit van het arrondissement Apt. Hier wordt de meloen charentais of cavaillon gekweekt. Cavaillon telde op 1 januari 2022 25.890 inwoners.
De naam Cavaillon vindt haar oorsprong in het volk der Cavares, een Keltisch volk dat leefde in de Rhônevallei (Zuid-Frankrijk). Gedurende circa 1.200 jaar was het de zetel van het bisdom Cavaillon, en dit tot 1801. De stad is bekend voor haar meloenen.

## Geschiedenis

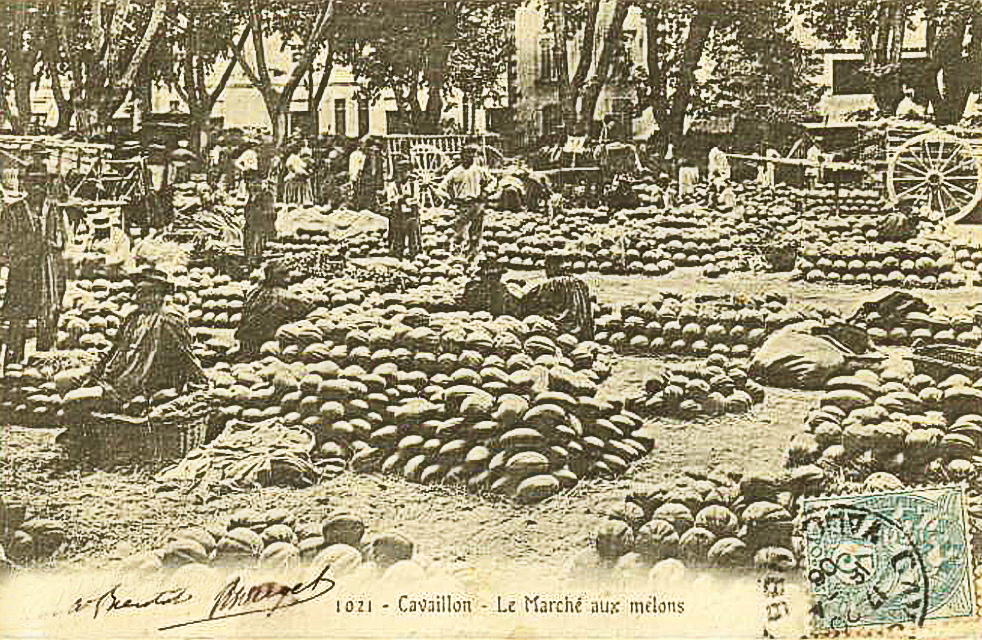
Markt met meloenen (1906)

De stad Cabellio ontstond op de Colline Saint-Jacques of Mont-Caveau, een rotsheuvel tussen de Durance en de Calavon. Hier bouwden de Cavares hun oppidum. Door haar strategische ligging werd het een van de voornaamste steden van de Cavares, die handel dreven met de Grieken. Na de Romeinse verovering werd het een belangrijke Gallo-Romeinse stad. Tijdens de 1e eeuw breidde de stad zich uit over de riviervlakte.
In de 4e eeuw werd Cavaillon een bisdom. De eerst bekende bisschop was Genialis in 396. De burggraven van Cavaillon waren de heren van de stad. In de 14e eeuw werd de heerschappij over de stad gedeeld door de plaatselijke bisschop en de paus.
De Provençaalse Joden, die in 1306 door koning Filips de Schone uit het koninkrijk Frankrijk werden verbannen, vestigden zich in het Comtat Venaissin. De gastvrijheid van de paus was relatief. Er werdn hun allerlei beperkingen opgelegd: zij konden enkel bepaalde beroepen uitoefenen en moesten in afgebakende wijken wonen. Het getto van Cavaillon werd opgericht in 1453.
In 1562 werd Cavaillon veroverd door de protestantse troepen van François de Beaumont, baron van Adrets. Zij staken de kathedraal en het dominicanenklooster in brand.
Tot aan de 19e eeuw was de stad ommuurd en had ze een donjon. Tegen het einde van de 19e eeuw breidde de stad fors uit, tot buiten haar vroegere muren. Een nieuw stadscentrum werd gevormd rond de Place du Clos. De Romeinse boog, de Arc Marius, werd daarheen verplaatst.
Al zeker in de 15e eeuw worden in Cavaillon meloenen geteeld. Vooral vanaf het midden van de 19e eeuw kende deze teelt een hoge vlucht.

## Bezienswaardigheden
- Kathedraal (Cathédrale Notre Dame et Saint Véran). De bouw werd begonnen in de 12e eeuw. In de 14e eeuw werden vijf zijkapellen bijgebouwd. Tijdens de godsdienstoorlogen tijdens de 16e eeuw brandde de kathedraal af. Ze werd gerestaureerd in de 17e en de 19e eeuw.
- Arc Marius, een Romeinse triomfboog uit de 1e eeuw
- Hôtel Dieu, een voormalig ziekenhuis met kapel uit de 18e eeuw omgevormd tot museum
- Hôtel d'Agar, een renaissancepaleis gebouwd boven de Romeinse thermen
- Synagoge van Cavaillon (1772-1774)

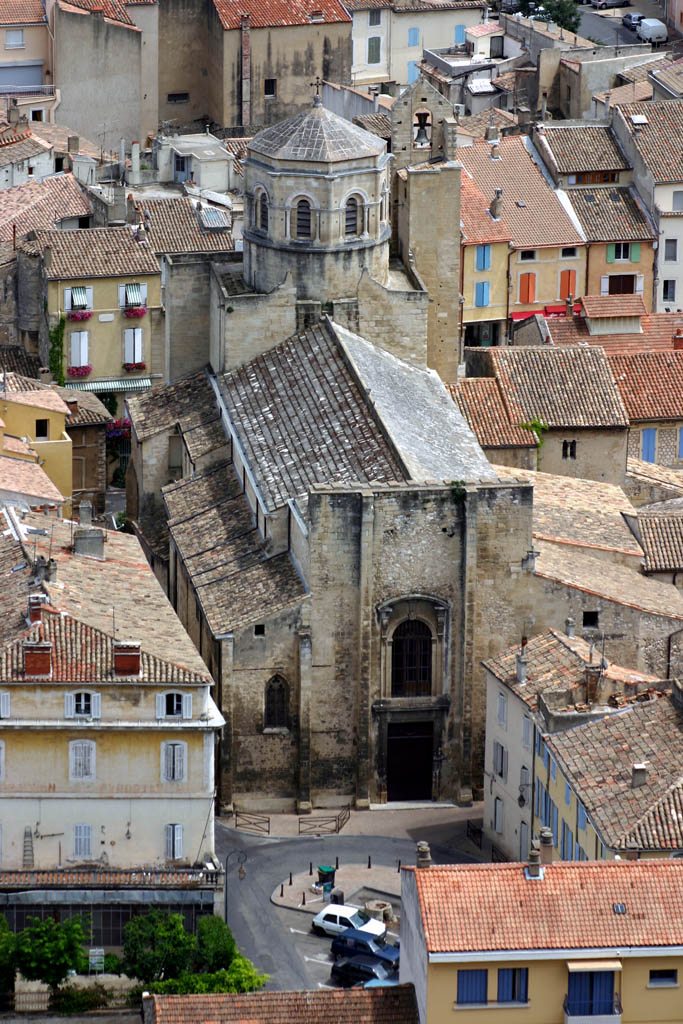
Kathedraal Notre-Dame-et-Saint-Véran
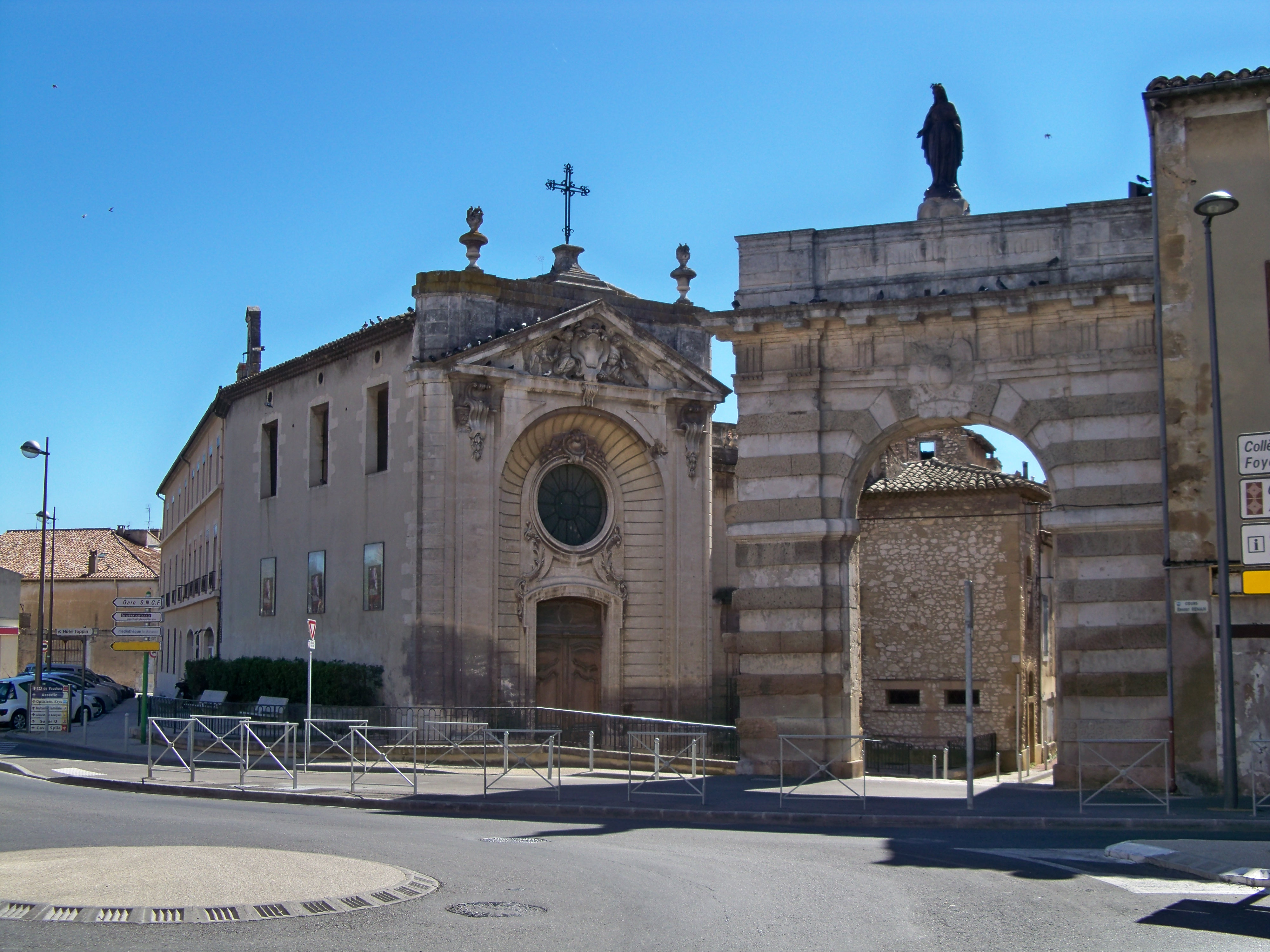
Hôtel Dieu
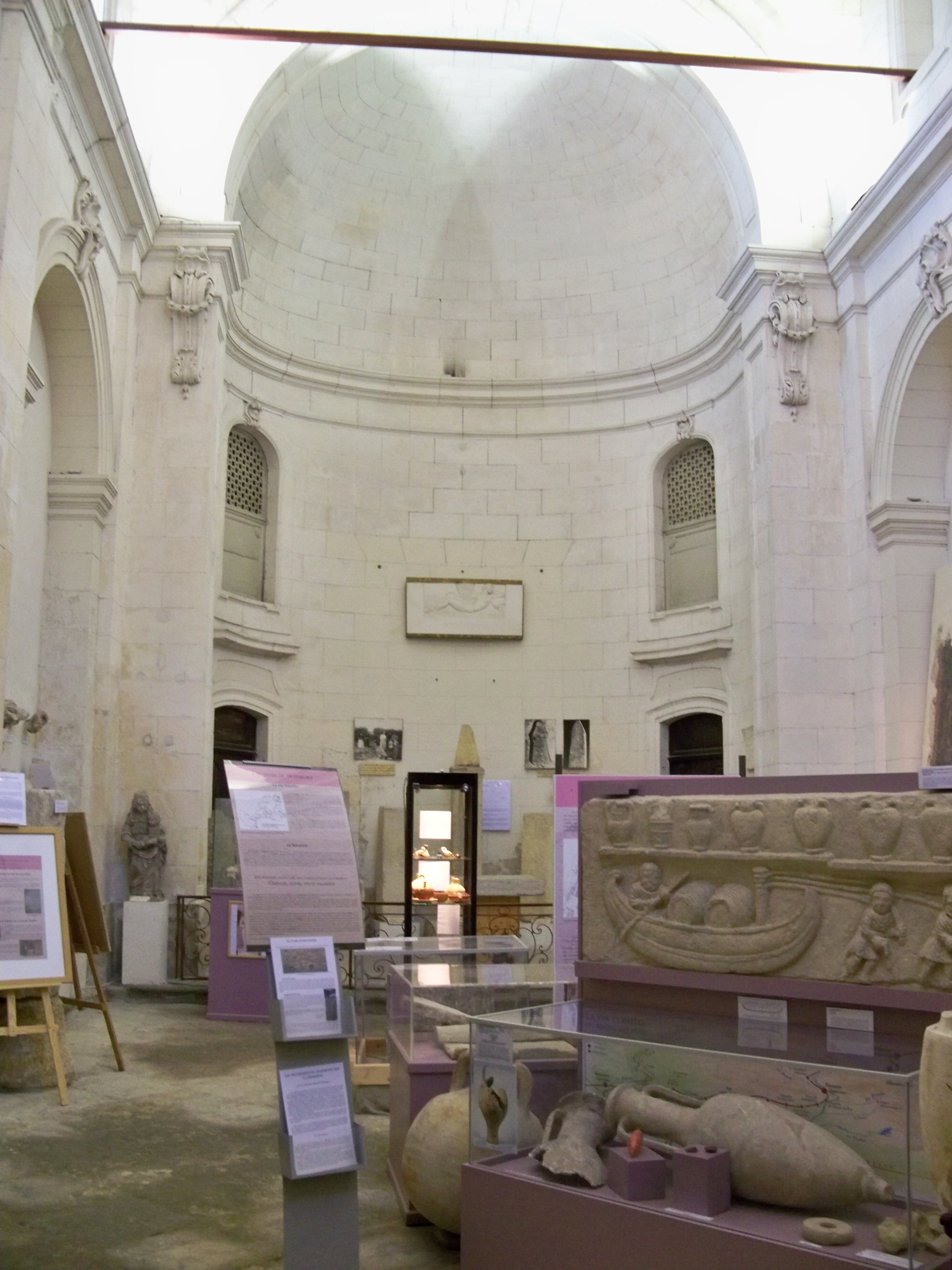
Archeologisch museum in het Hôtel Dieu
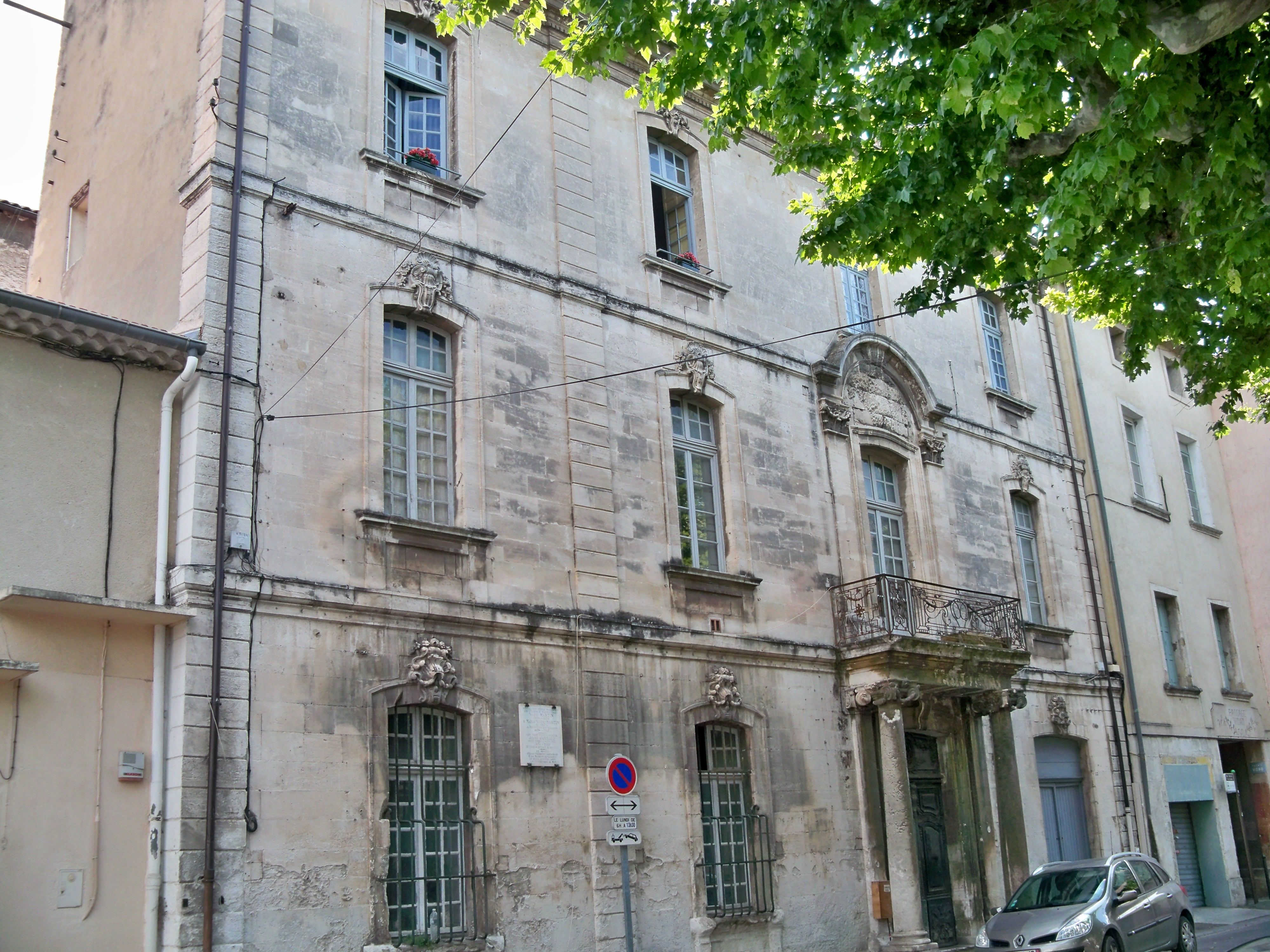
Hôtel d'Agar
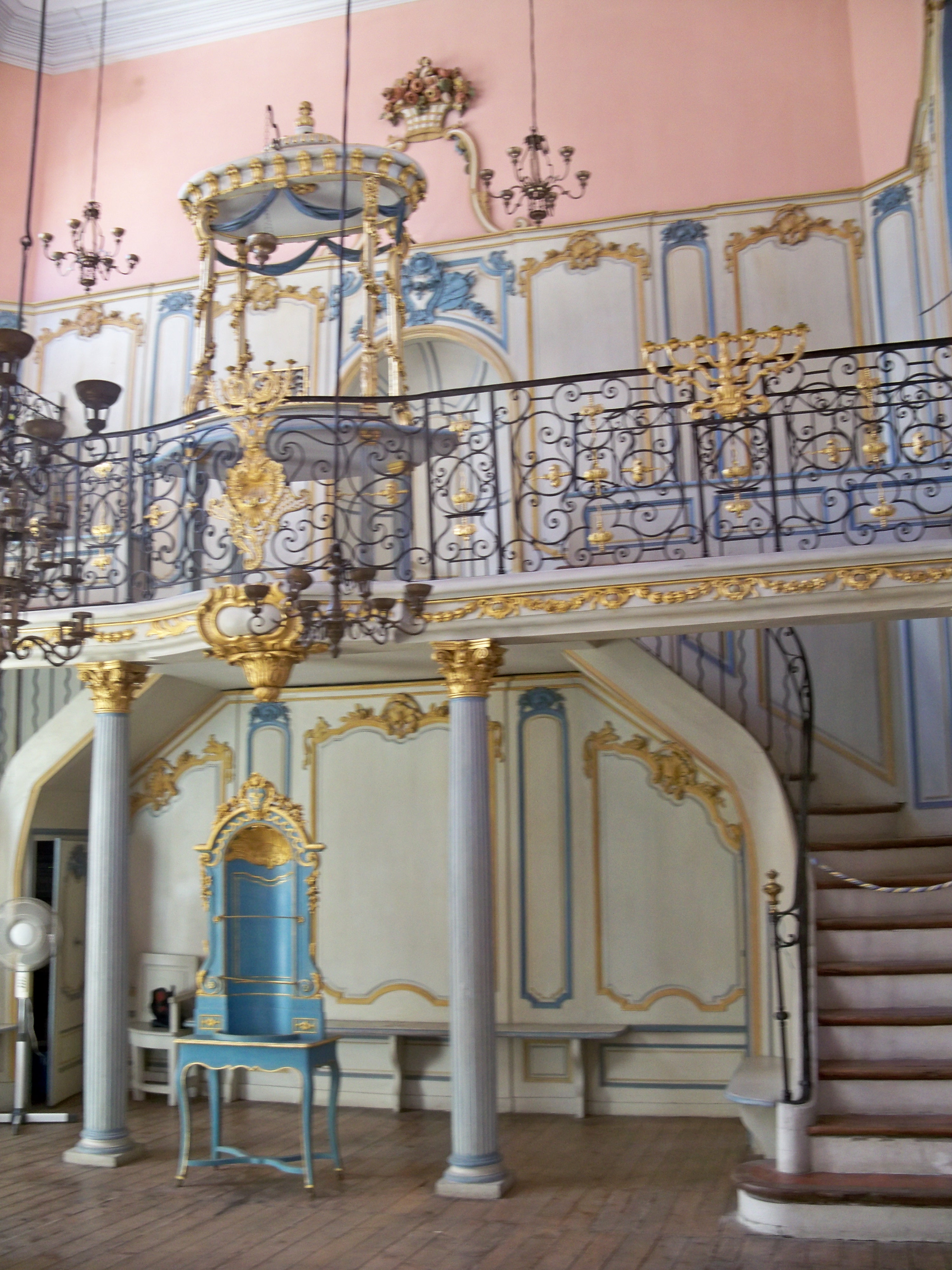
Synagoge
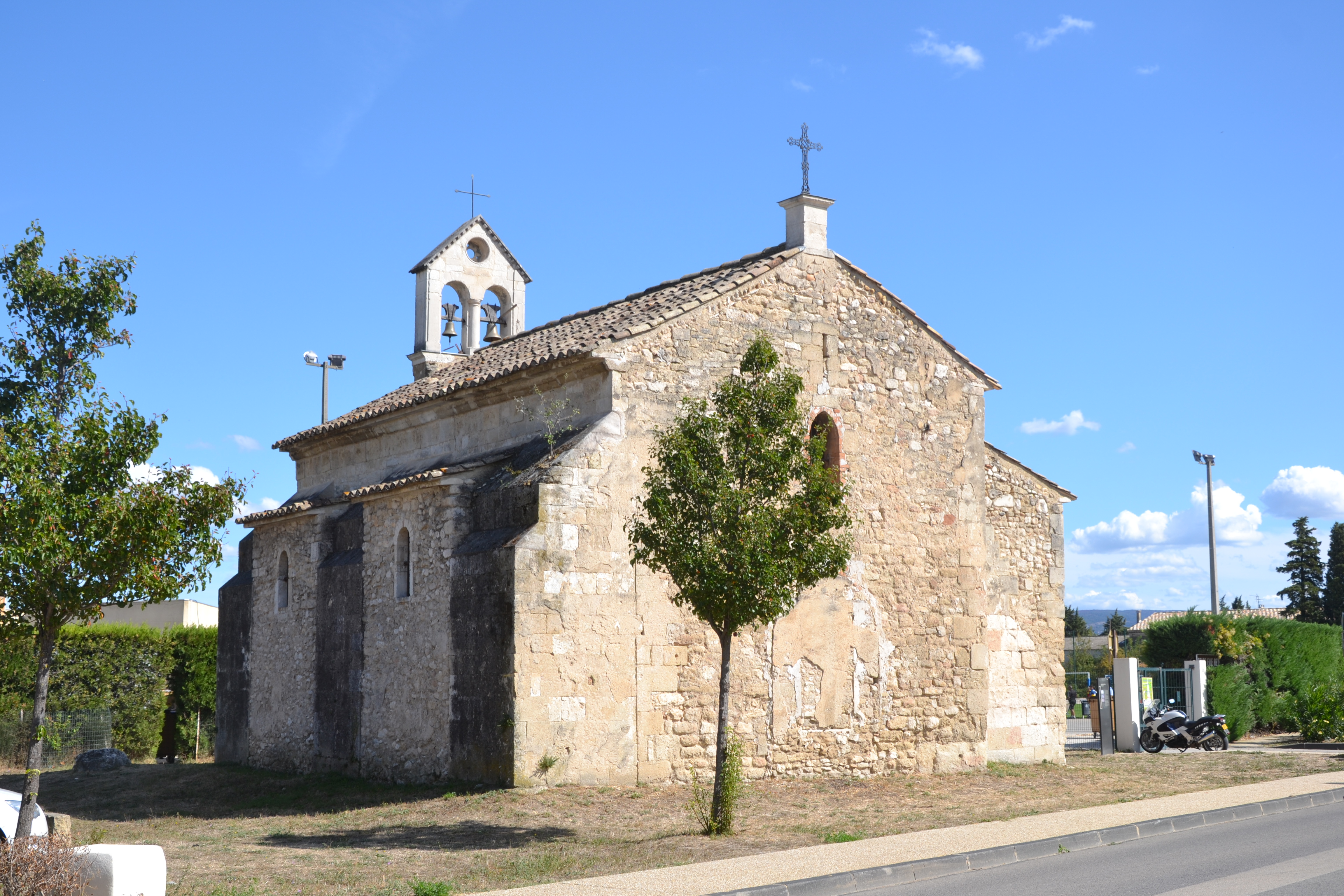
Kapel Notre-Dame des Vignères
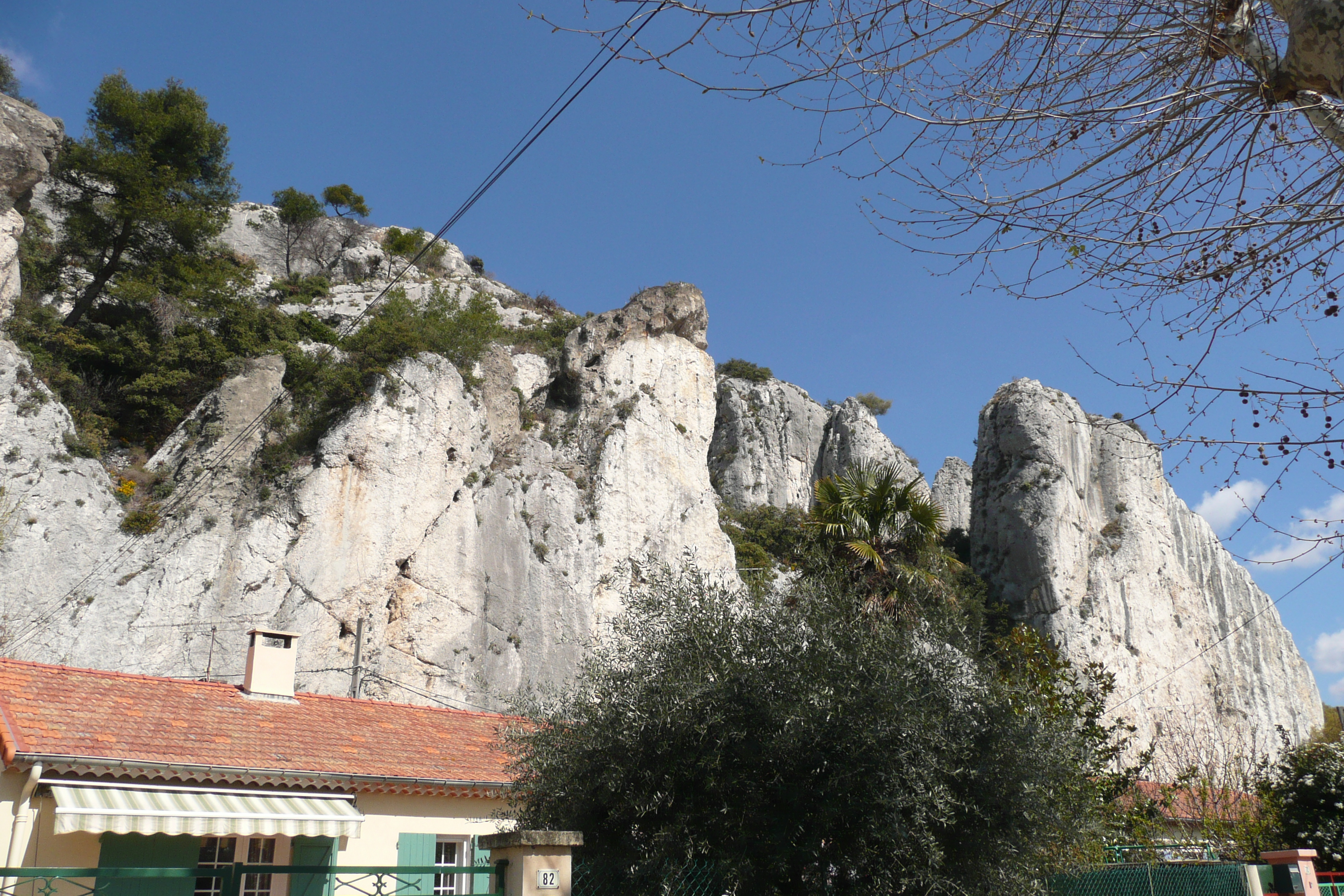
Colline Saint-Jacques

## Geografie
De oppervlakte van Cavaillon bedroeg op 1 januari 2022 45,96 vierkante kilometer; de bevolkingsdichtheid was toen 563,3 inwoners per km². In de gemeente mondt de Calavon uit in de Durance.
De onderstaande kaart toont de ligging van Cavaillon met de belangrijkste infrastructuur en aangrenzende gemeenten.

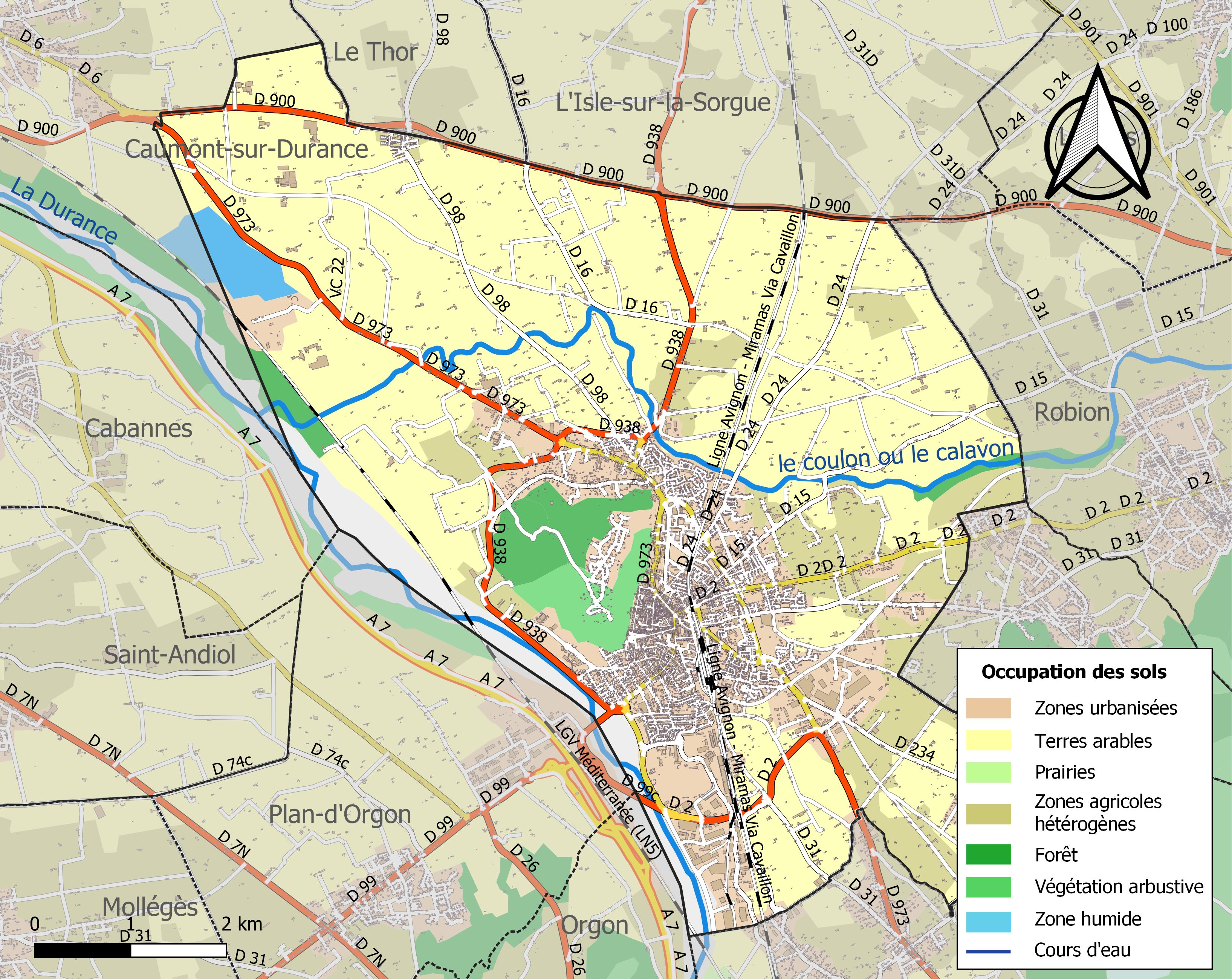

## Demografie
Onderstaande figuur toont het verloop van het inwonertal (bron: INSEE-tellingen).

## Geboren
- Jordan Ferri (12 maart 1992), voetballer